# Alfons De Cuyper (beeldhouwer)
Alfons De Cuyper (Sint-Niklaas, 1 januari 1877 - Gent, 1 januari 1954) was een Belgisch Steenbeeldhouwer, bekend van zijn werken in Carrara-marmer. Hij werd opgeleid tot steenhouwer aan de academie te Antwerpen en was een leerling van Thomas Vinçotte.
Het atelier van De Cuyper was in Antwerpen, waar hij ook verschillende jonge steenhouwers in dienst had, zoals Werner Heyndrickx.

## Funerair opus
- Berchem: oorlogsmonument[2]
- Bocholt: oorlogsmonument
- Hemiksem: oorlogsmonument

## Galerij

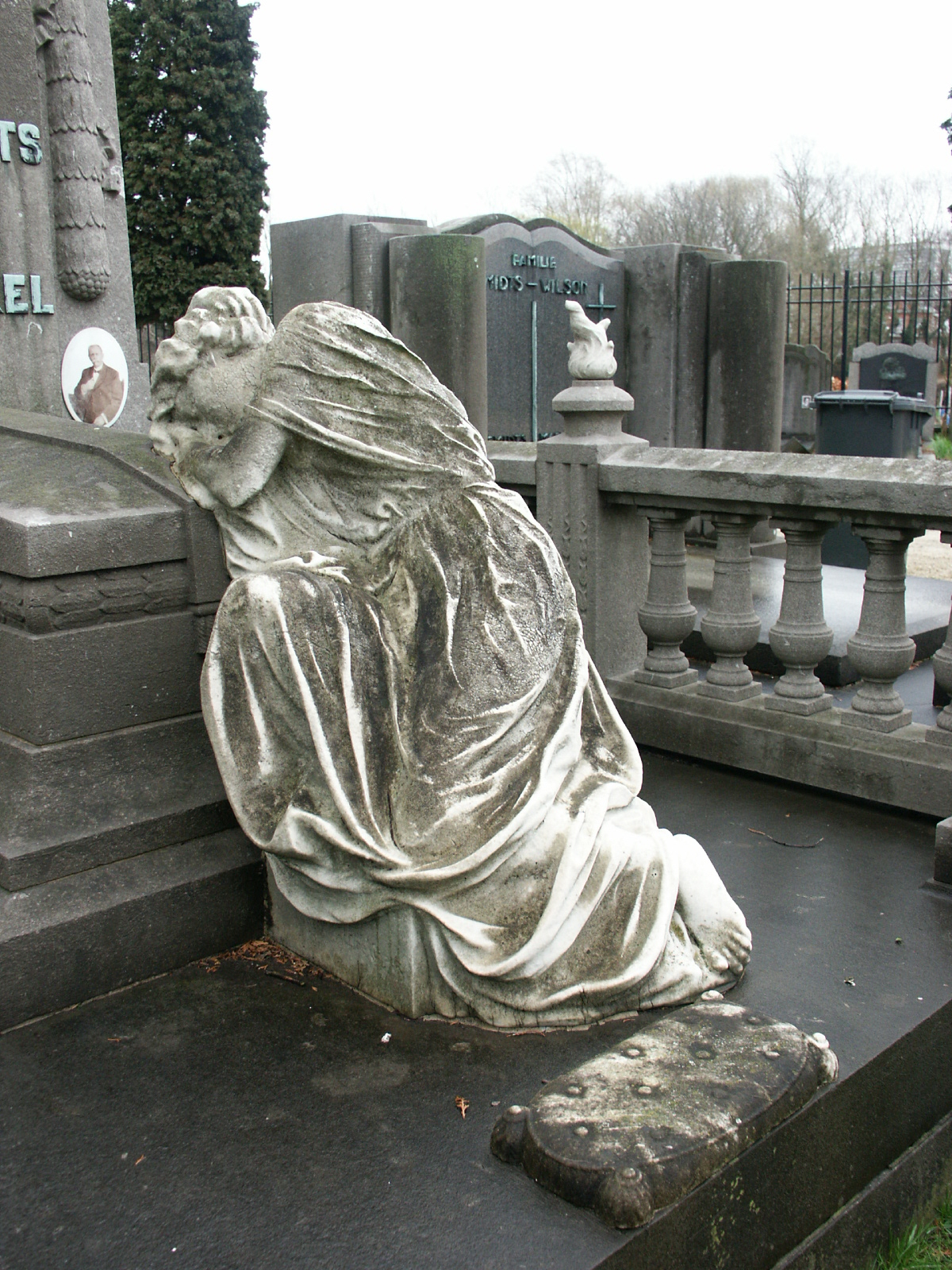
Pleurante in Carrara, Schoonselhof
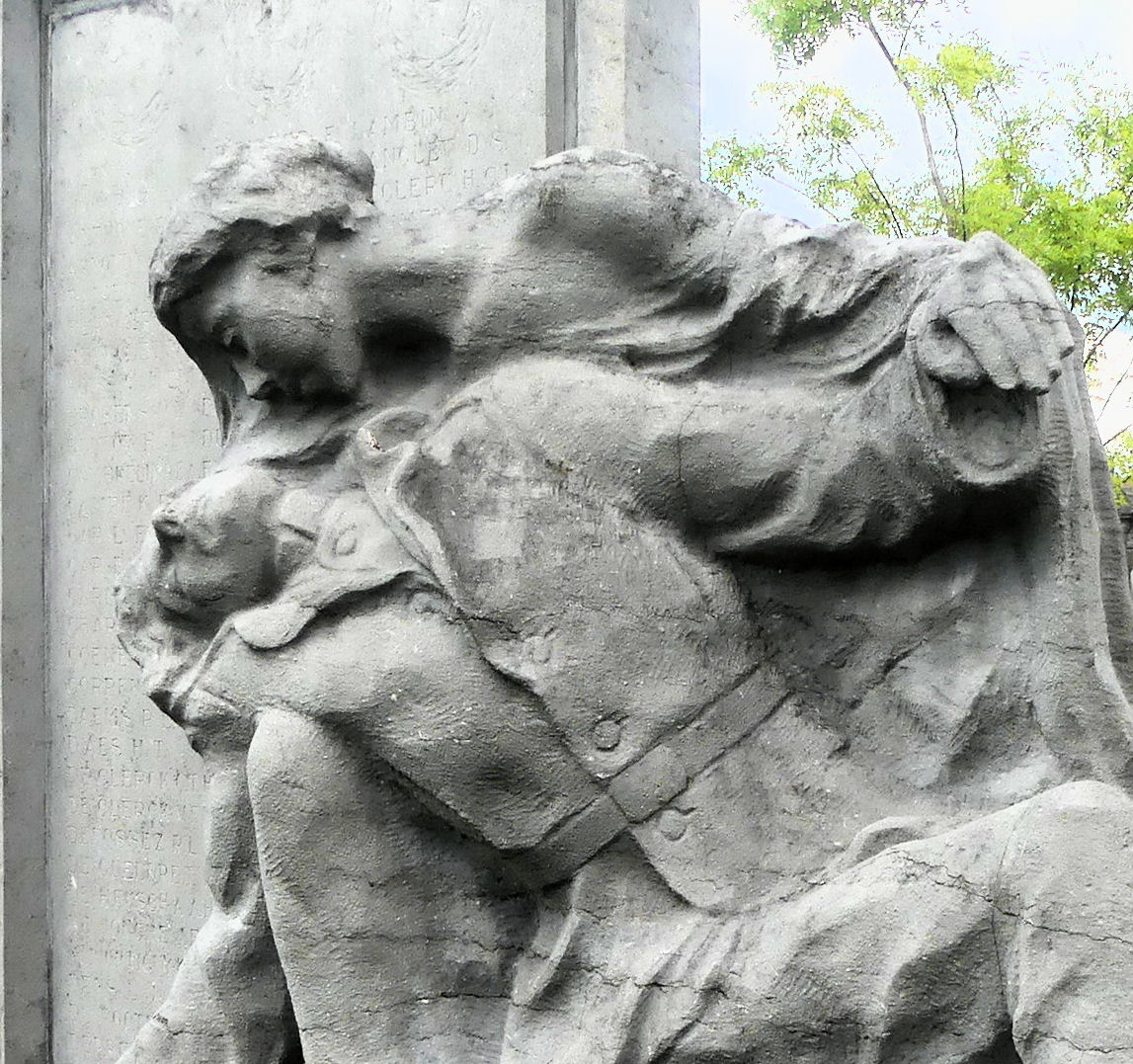
Oorlogsmonument in arduin, Berchem